# Pistolet Ballester-Molina
Ballester-Molina/Ballester-Rigaud – argentyński pistolet samopowtarzalny produkowany od roku 1938 w fabryce Hispano Argentina de Automotives SA (HAFDASA), na licencji pistoletu Colt M1911, z przeznaczeniem dla argentyńskiej armii i policji.

## Historia
Od czasu I wojny światowej armia argentyńska używała amerykańskich pistoletów typu Colt M1911. Już w 1914 roku marynarka wojenna otrzymała 321 pistoletów tego typu, przyjętych jako Modello 1916. W 1919 roku kolejne 10 000 sztuk dostarczonych zostało wojskom lądowym. Następne tak duże zamówienie zrealizowane zostało w roku 1927. Argentyńskie siły zbrojne otrzymały wówczas nowszą wersję pistoletu Colt M1911A1. W latach 1927–1942 państwowa Fábrica Militar de Armas Portátiles „Domingo Matheu” (FMAP) w Rosario, Santa Fe, wyprodukowała ok. 38 000 pistoletów Colt Governement, które w Argentynie otrzymały nazwę Pistola Sistema Colt Modelo 1927. Kolejne 75 000 wyprodukowanych zostało w latach 1947–1966 (niektóre egzemplarze używane były jeszcze podczas wojny o Falklandy w 1982).
W 1929 roku Arturo Ballester i Eugenio Molina założyli w Buenos Aires fabrykę pod nazwą: Hispano Argentina Fabrica de Automoviles Sociedad Anonima (HAFDASA) (hiszp. Hiszpańsko-Argentyńska Fabryka Samochodów). Kilka lat później przedsiębiorstwo podpisało kontrakt z Direccion General del Material del Ejercito (DGME), Generalną Dyrekcją Materiałów Wojskowych, na dostarczenie armii argentyńskiej ciężarówek, autobusów oraz silników Diesla. Mniej więcej w tym czasie HAFDASA zatrudniła dwóch zdolnych inżynierów: Francuza – Rorice’a Rigaud, i Carlosa Ballester Molina (spokrewnionego z obydwoma właścicielami). W roku 1937 w związku z coraz bardziej napiętą sytuacją w Europie i w Azji DGME zwróciła się do firmy o zbadanie możliwości dostarczenia przez nią broni strzeleckiej.
W 1936 roku w HAFDASA rozpoczęto prace nad bronią palną. Po zaprezentowaniu dwóch karabinów DGME złożyła zamówienie dodatkowe na pistolet w kalibrze .45 ACP. Pistolet miał mieć taką samą lufę i magazynek jak przepisowe w argentyńskiej pistolety Colt M1911 (Modelo 1916) i Colt M1911A1 (Modelo 1927).
Na przełomie roku 1936 i 37 rozpoczęto prace konstrukcyjne w HAFDASA nad modyfikacją Colta M1911, której celem było przede wszystkim uproszczenie i obniżenie kosztów produkcji. Najważniejszymi zmianami było skopiowanie mechanizmu spustowego z innego klonu Colta, produkowanego w hiszpańskiej fabryce Bonifacio Echeverria już w latach dwudziestych pod nazwą „Star”.
Drugą istotną zmianą wprowadzoną w pistolecie Ballester-Mollina była rezygnacja z charakterystycznego dla Colta bezpiecznika umieszczonego w tylnej części chwytu. Drewniane okładziny chwytu były również nieco grubsze niż w oryginalnym Colcie, przez co sam pistolet wydawał się grubszy. Kabłąk spustowy jest nieco szerszy w przedniej części pistoletu, co miało ułatwić operowanie bronią strzelcowi w rękawiczkach.
Pistolet Ballester-Molina działał na zasadzie krótkiego odrzutu lufy. Mechanizm spustowy typu Single Action, z kurkiem zewnętrznym. Bezpiecznik skrzydełkowy umieszczony był po lewej stronie w tylnej części pistoletu.
Cechą charakterystyczną pistoletów Ballester-Molina było dobre wykonanie i wykończenie.
Pistolety produkowane w HAFDASA zostały ostatecznie przyjęte jako broń służbowa sił zbrojnych w 1938 roku pod nazwą Pistola Automatica Calibre .45 Ballester-Rigaud, Modelo DGME 1938.
W latach 1940–1942 HAFDASA zmieniła nazwę pistoletu z Ballester-Rigaud na Ballester-Molina. Jednocześnie zaczęto stosować plastikowe okładziny chwytu w miejsce drewnianych.
W 1940 roku Brytyjska Komisja Zakupów (the British Purchasing Commission) odwiedziła Amerykę w celu ewentualnego zakupu sprzętu wojskowego. Brytyjczycy w trakcie ewakuacji Dunkierki, uratowali większość żołnierzy, ale zmuszeni byli zostawić olbrzymią ilość sprzętu. Dlatego poszukiwali na światowych rynkach wszelkiej broni, jaką tylko można było kupić. Amerykański Colt Governement miał w Londynie znakomitą opinię. Używany był przez pilotów Royal Air Force w czasie I wojny światowej. Brytyjskie zamówienie w HAFDASA opiewało na około 10 000 egzemplarzy (według innych źródeł nawet 15 000).
W pistolety Ballester-Molina uzbrojeni byli między innymi agenci brytyjskiego SOE (Special Operations Executives), a także żołnierze 8 Armii walczącej w Afryce Północnej. Broń znakomicie sprawdzała się w trudnych pustynnych warunkach. Wielka Brytania płaciła za kontrakt dostawami stali, której w czasie wojny w Argentynie brakowało. Z faktem tym wiązała się również pewna plotka, zgodnie z którą, do produkcji pistoletu Ballester-Molina miała zostać użyta stal z zatopionego pancernika niemieckiego Graff Spee, jednak nigdy nie dowiedziono jakoby faktycznie używano podobnej stali do produkcji jakiejkolwiek broni w HAFDASA. Brytyjska stal pochodziła ze Stanów Zjednoczonych w ramach umowy Lend-Lease. Produkcja pistoletów na zamówienie brytyjskie rozpoczęła się w roku 1942 i trwała aż do połowy 1944.
W latach 1940–1953 firma Hafdasa produkowała również pistolety Ballester-Molina w kalibrze .22 Long Rifle. Miał on służyć policji i wojsku jako pistolet treningowy.
W 1990 r. pistolety Ballester-Molina zostały ostatecznie wycofane z uzbrojenia, a pozostałe zapasy mobilizacyjne sprzedano na rynku cywilnym w Ameryce Północnej i Południowej. Szczegółowe informacje na temat ilości wyprodukowanych egzemplarzy nie są znane. Prawdopodobnie do 1953 roku HAFDASA wyprodukowała od 80 000 do 90 000 sztuk pistoletów.
Pistolety Ballester-Molina eksportowano także do Boliwii, Kolumbii, Peru, Urugwaju i Wenezueli.